# Филов, Владимир Александрович
Владимир Александрович Филов (23 декабря 1930, Ленинград, СССР — 20 октября 2006) — советский и российский библиотечный деятель, биолог и редактор, доктор биологических наук (1970), заслуженный деятель науки РФ.

## Биография
После окончания средней школы поступил на физико-математический факультет ЛПИ, который окончил в 1955 году. Инженер (1955), младший научный сотрудник (1957) Института гигиены труда и профзаболеваний. Поступил на биологический факультет ЛГУ, после окончания которого (1959) — младший научный сотрудник Института цитологии АН СССР (1963—1964). Старший научный сотрудник (1964), заведующий лабораторией (1971), заведующий отделом химии, биологии и токсикологии Института онкологии. Доктор биологических наук (диссертация «Вопросы статики и динамики чужеродных соединений в организме»), профессор (1979).
В октябре 1980 года был принят на работу в Библиотеку АН СССР, где стал директором, данную должность он занимал вплоть до июня 1988 года. В период руководства В. А. Филова БАН'ом была усовершенствована структура работы, в то же время случился крупнейший пожар.
В последние годы — генеральный директор ООО «Института ксенобиотиков РАЕН».

## Научные работы
Основные научные работы посвящены истории библиотеки и прочим отраслям библиотековедения. Автор свыше 470 научных работ, 13 монографий и книг, а также 30 авторских патентов и свидетельств на изобретения.
Был редактором ряда изданий БАНа.

## Членство в обществах
- Член РАЕН.